# ان‌جی‌سی ۲۹۱
ان‌جی‌سی ۲۹۱ (انگلیسی: NGC 291) نام یک کهکشان مارپیچی در صورت فلکی نهنگ است.